# Нионшути, Адриен
Адриен Нионшути (руанда и фр. Adrien Niyonshuti, род. 2 января 1987 года, Кигабиро, Руанда) — маунтинбайкер из Руанды, участник Олимпийских игр 2012.
На Церемонии открытия летних Олимпийских игр 2012 был знаменосцем команды Руанды.

## Карьера

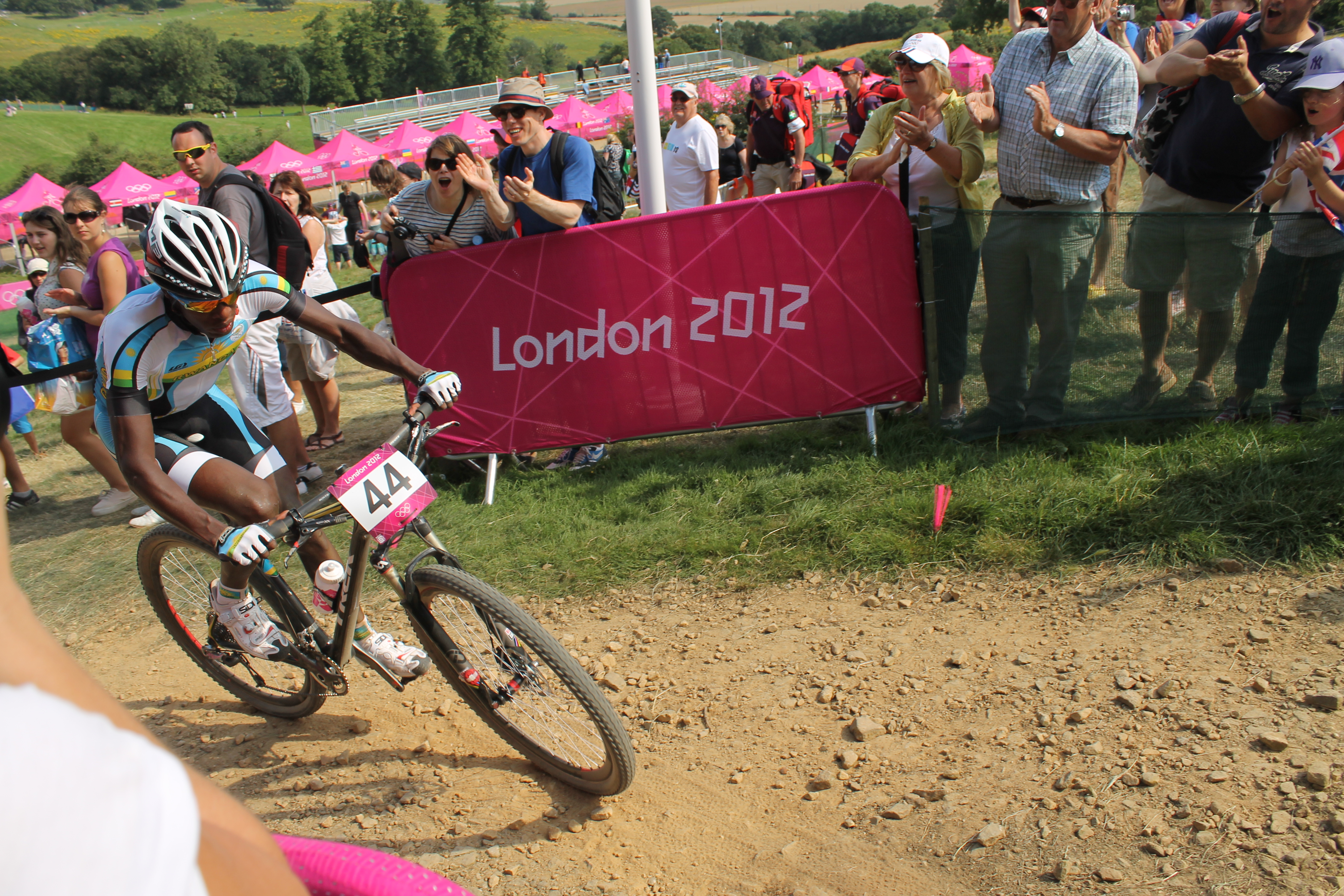
Адриен Нионшути на Олимпиаде

На Олимпиаде 2012 года участвовал в соревновании среди мужчин по маунтинбайку, где финишировал на 39 предпоследнем месте.

## Достижения
2004
6-й Тур Руанды
2005
7-й Тур Руанды
2007
4-й Тур Руанды
2008
1-й Тур Руанды
2009
3-й Тур Руанды
10-й Чемпиоанат Африки — групповая гонка
2010
1-й  Чемпионат Руанды — групповая гонка
Чемпиоанат Африки
4-й индивидуальная гонка
8-й групповая гонка
8-й Тур Руанды
2011
 1-й Чемпионат Руанды — групповая гонка
1-й Тур Кигали
6-й Тур Руанды
9-й Чемпиоанат Африки — индивидуальная гонка
2012
 1-й Чемпионат Руанды — групповая гонка
Чемпиоанат Африки
7-й командная гонка
9-й индивидуальная гонка
10-й групповая гонка
9-й Тур Руанды
2013
9-й Тур Руанды
2014
3-й Чемпионат Руанды — индивидуальная гонка
2015
10-й Чемпиоанат Африки — индивидуальная гонка
2016
 1-й Чемпионат Руанды — индивидуальная гонка
2-й Чемпионат Руанды — групповая гонка
2017
 1-й Чемпионат Руанды — индивидуальная гонка